# Francesco Alfano
Mons. Francesco Alfano (* 13. června 1956 Nocera Inferiore) je italský římskokatolický duchovní a arcibiskup Sorrenta-Castellammare di Stabia.

## Život
Narodil se 13. června 1956 v Nocera Inferiore.
Vstoupil do nižšího semináře a regionálního semináře v Salernu. Poté pokračoval ve studiu na Papežské univerzitě Gregoriana v Římě. Během římských studií pobýval na Koleji Capranica. Dne 17. dubna 1982 byl vysvěcen na kněze a inkardinován do diecéze Nocera Inferiore-Sarno. ů.
Po vysvěcení se stal pomocným vikářem farnosti svatého Bartoloměje v Nocera Inferiore. Poté sloužil ve farnostech S. Maria delle Grazie v Casali di Roccapiemonte a v Agri. Od roku 1992 byl ředitelem Diecézního institutu náboženských věd. Dne 24. října 1996 mu byl udělen titul Kaplana Jeho Svatosti. Byl zodpovědný za formaci seminaristů a roku 2001 se stal biskupským vikářem pro klérus.
Dne 14. května 2005 jej papež Benedikt XVI. jmenoval arcibiskupem Sant'Angelo dei Lombardi-Conza-Nusco-Bisaccia. Biskupské svěcení přijal 2. července z rukou biskupa Gioacchina Illiana a spolusvětiteli byli arcibiskup Paolo Romeo a arcibiskup Salvatore Nunnari.
Dne 10. března 2012 byl převeden do funkce arcibiskupa Sorrenta-Castellammare di Stabia.